# Micromelalopha opertum
Micromelalopha opertum is een vlinder uit de familie van de tandvlinders (Notodontidae). De wetenschappelijke naam van de soort is voor het eerst geldig gepubliceerd in 1977 door Tshistjakov.